# El Descamisado (periódico peronista)
El Descamisado fue una revista argentina publicada en 1973 y 1974. Obró como órgano de prensa de la organización guerrillera Montoneros y la Juventud Peronista. Estuvo dirigida Ricardo Grassi. Debido a la censura debió cambiar su nombre dos veces, primero a El Peronista Lucha por la Liberación y luego a La Causa Peronista.

## Historia
El 8 de mayo de 1973, dos semanas antes de que asumiera el gobierno constitucional de Héctor J. Cámpora, se publicó el primer número de la revista El Descamisado, que actuaría como órgano de prensa de Montoneros y la Juventud Peronista. Estuvo dirigida Ricardo Grassi y entre los colaboradores de la revista se incorporó desde el N.º 10 el historietista Héctor Germán Oesterheld, dibujando una serie histórica titulada "450 años de lucha contra el imperialismo". Tenía una tirada promedio de 100.000 ejemplares y las notas no estaban firmadas. Publicó 47 números entre mayo del 1973 y abril del 1974.
Por problemas de censura, a partir del 9 de abril de 1974 cambió de nombre por El Peronista para la Liberación Nacional y luego de mayo de 1974 por La Causa Peronista.
Entre sus números y artículos destacados se destaca la cobertura fotográfica de la Masacre de Ezeiza (número 6), y su último número, bajo el nombre de La Causa Peronista (número 9), que incluye el testimonio de Montoneros con respecto al secuestro y muerte del general Pedro Eugenio Aramburu.